# Kambarkai Gépgyár
A Kambarkai Gépgyár (rövidítve KMZ, oroszul Камбарский машиностроительный завод, magyar átírában: Kambarszkij masinosztroityelnij zavod) Oroszországban, az udmurtföldi Kambarkában működő vasúti gépgyártó vállalat. Vasúti járműveket, gépeket és berendezéseket gyárt.

## Története
A gyárat a Gyemidov család alapította 1767-ben mint fémmegmunkáló üzemet, de az építése már 1761-ben elkezdődött. 1918-ban államosították, majd 1919-ben átnevezték Kambarkai Járműgyár névre.

## Gyártmányok

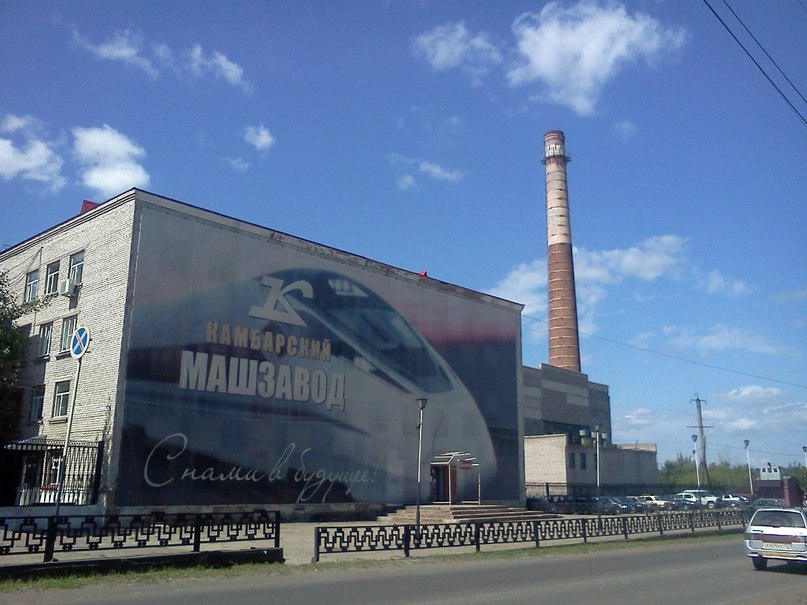
Kambarkai Gépgyár

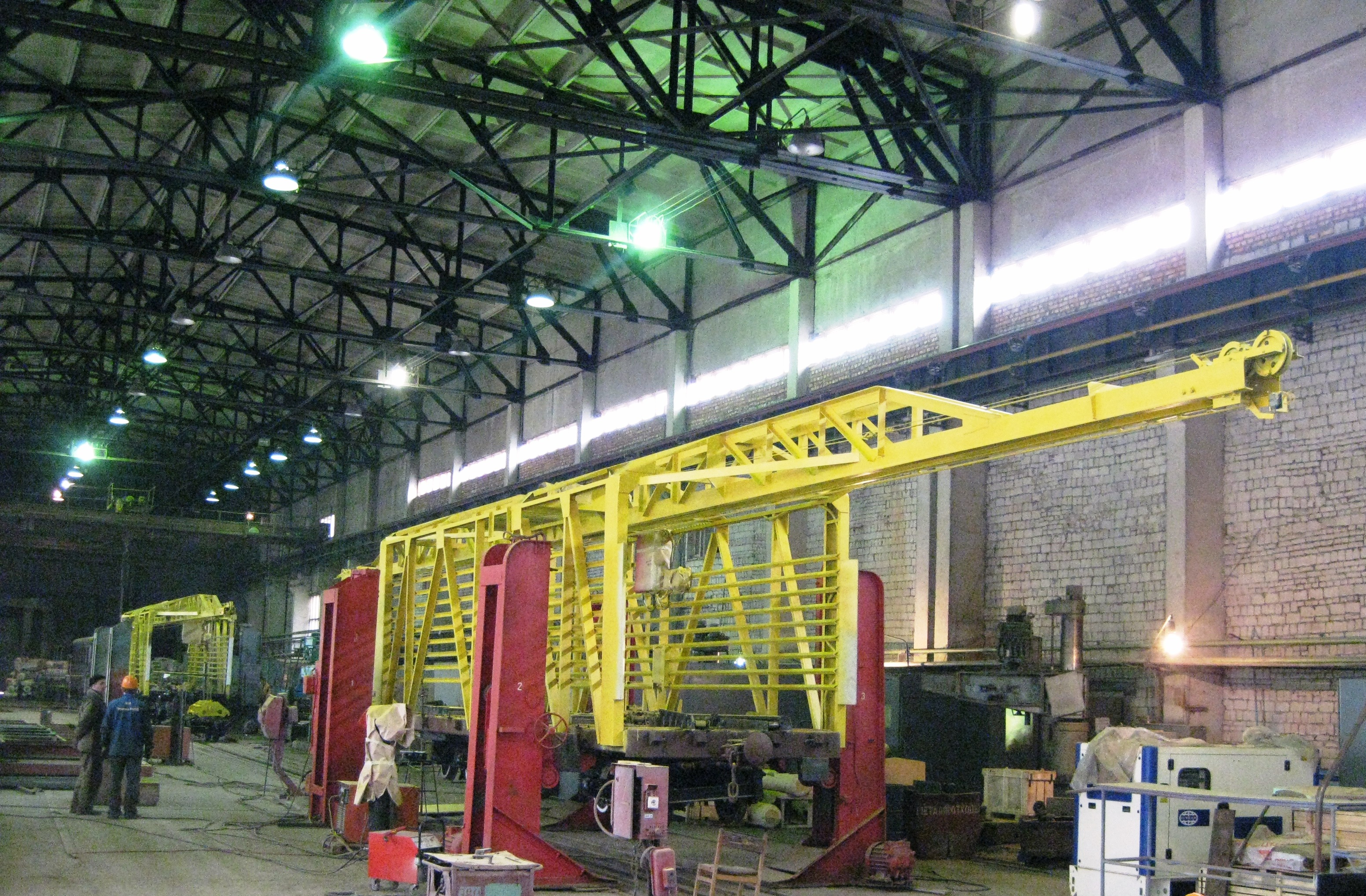
Kambarkai Gépgyár

### Dízelmozdonyok
- TU4 (1961–1972)
- TU5 (1967–1973)
- TU6 (1968–1971)
- TU6A (1973–1988)
- TU6D (1973–1988)
- TU7 (1970 - 1986)
- TU7A
- TU8
- TU8G
- TU10
- TGM–40S hóeke
- TGM–40 tolatómozdony
- TU6SZPA építő-javító vonat

### Motorkocsi
- TU6P (1973–1988)
- TU8P
- AMD1

### Vasúti kocsik
- Tartálykocsi
- Önürítős kocsi
- Étkezőkocsi
- Személykocsi VP750
- TSZV6A tőzegszállító kocsi
- Alacsony oldalfalú teherkocsi
- SZPA sínfektető daru
- Hóeke LD24
- Hóeke SP2

## Képgaléria

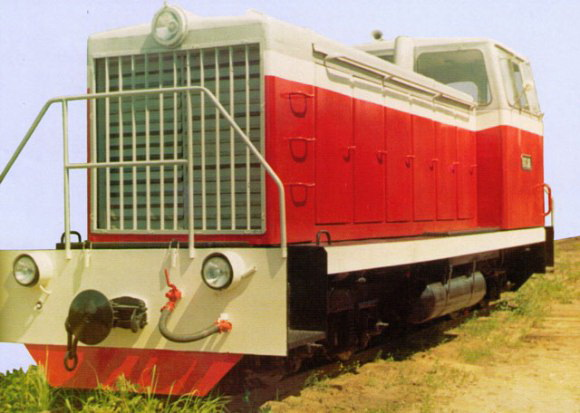
TU7A
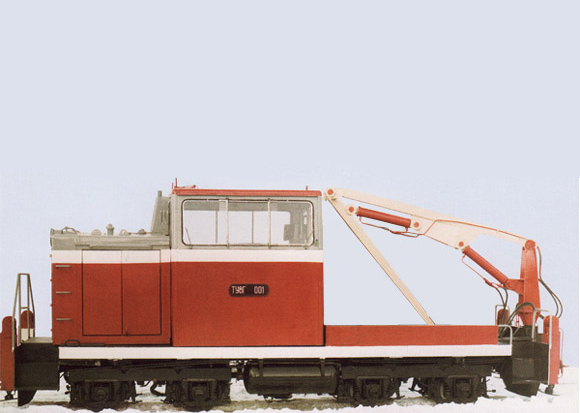
TU8G
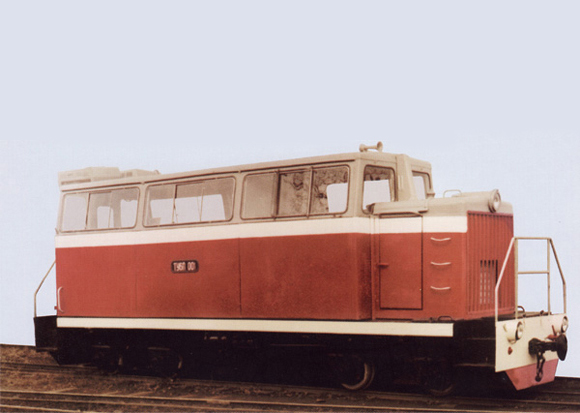
TU8P
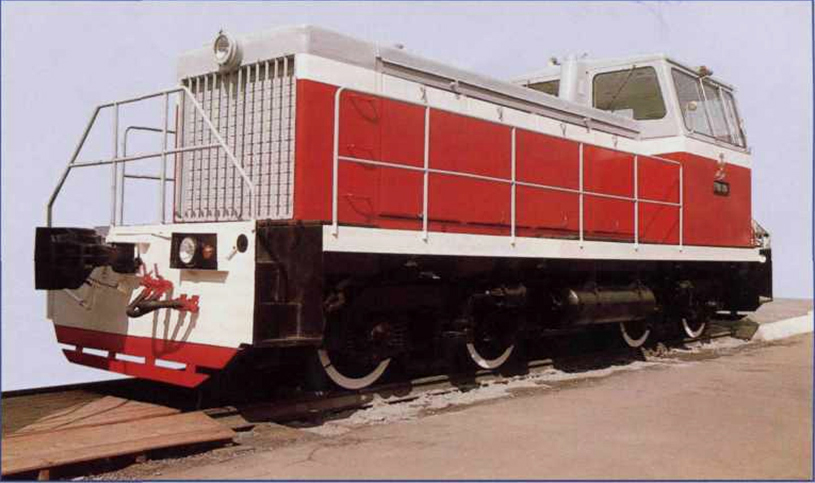
TGM–40
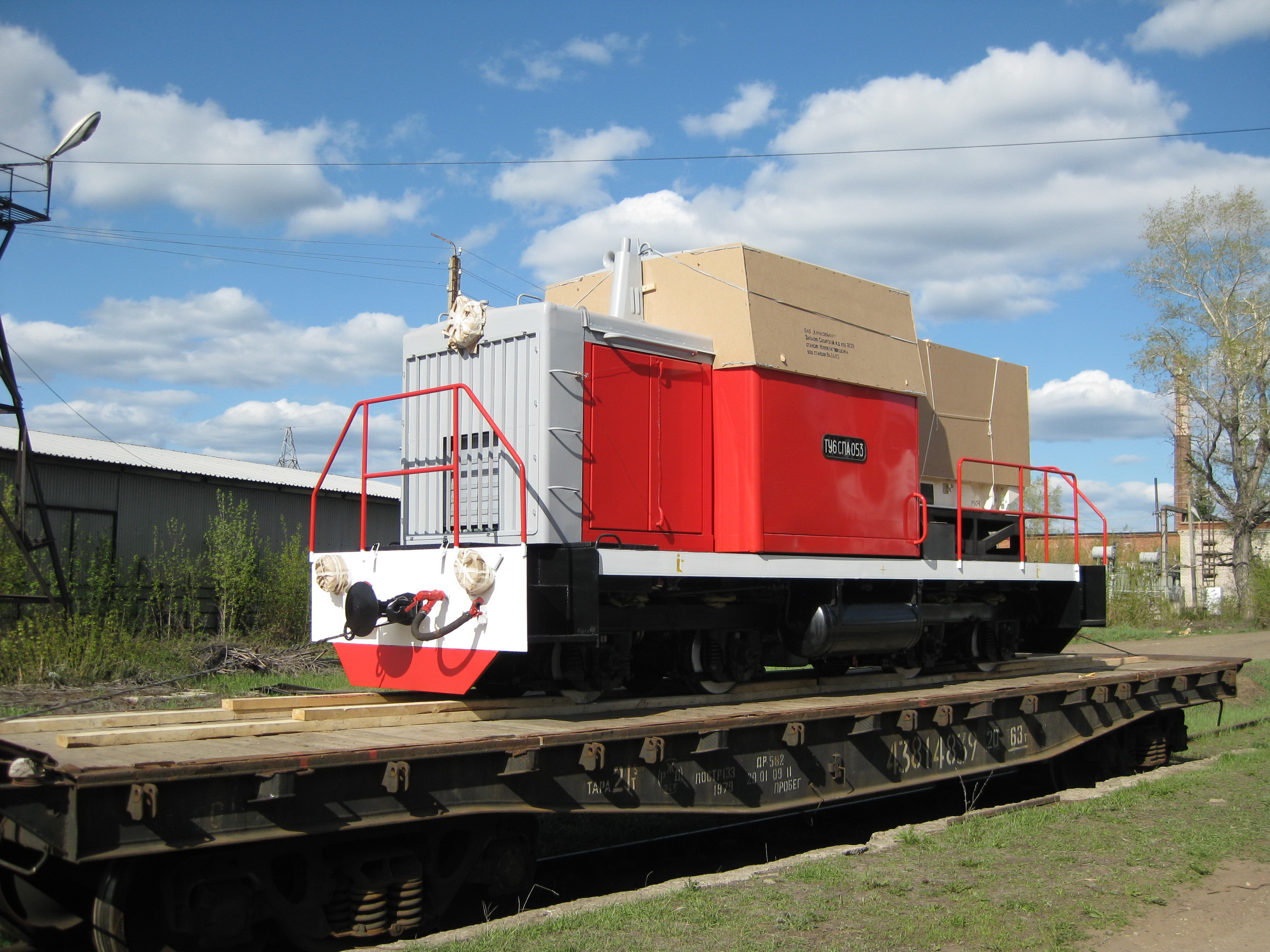
TU6SZPA építő-javító vonat
TSZV6A tőzegszállító kocsi
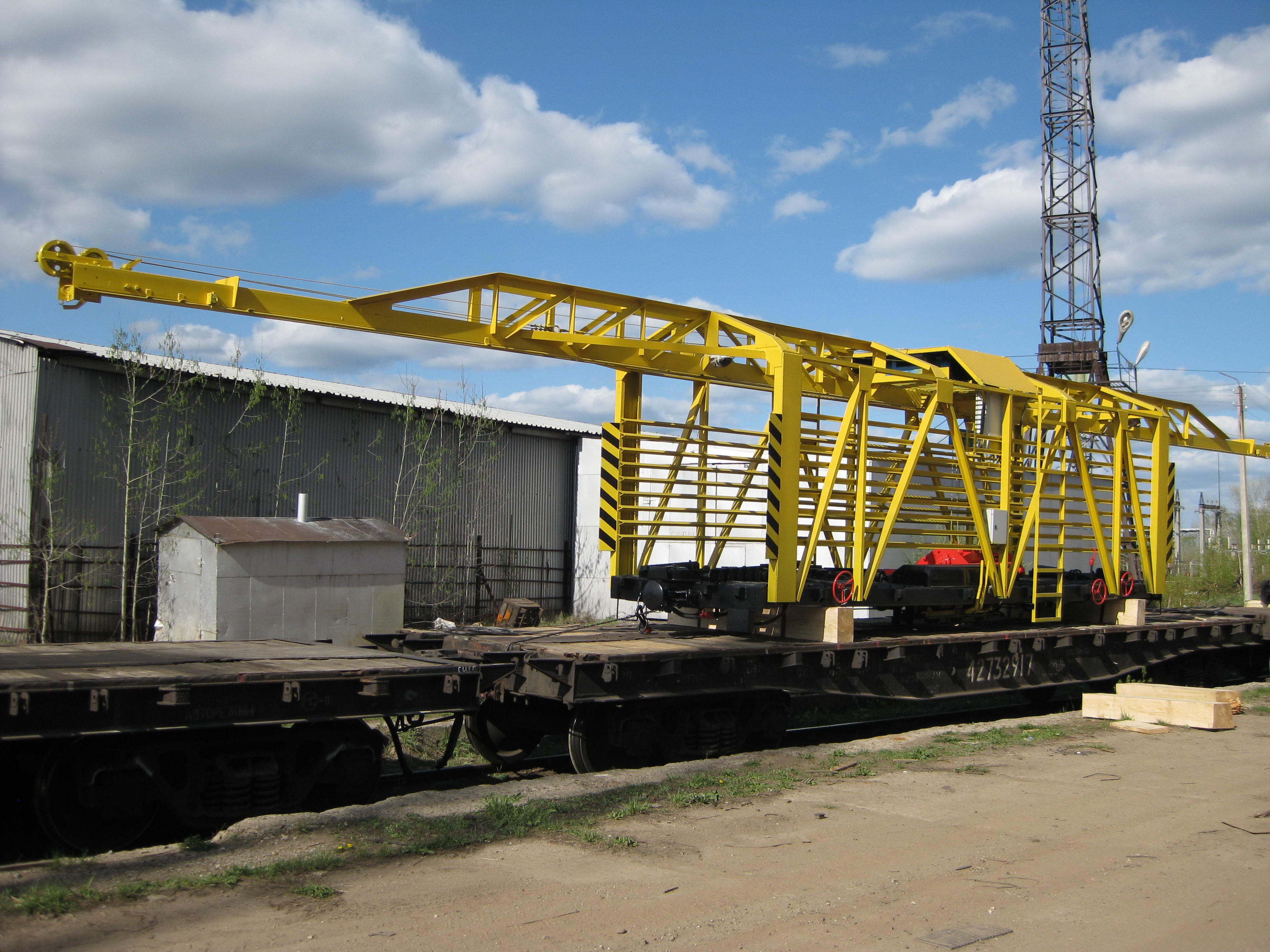
SZPA sínfektető daru
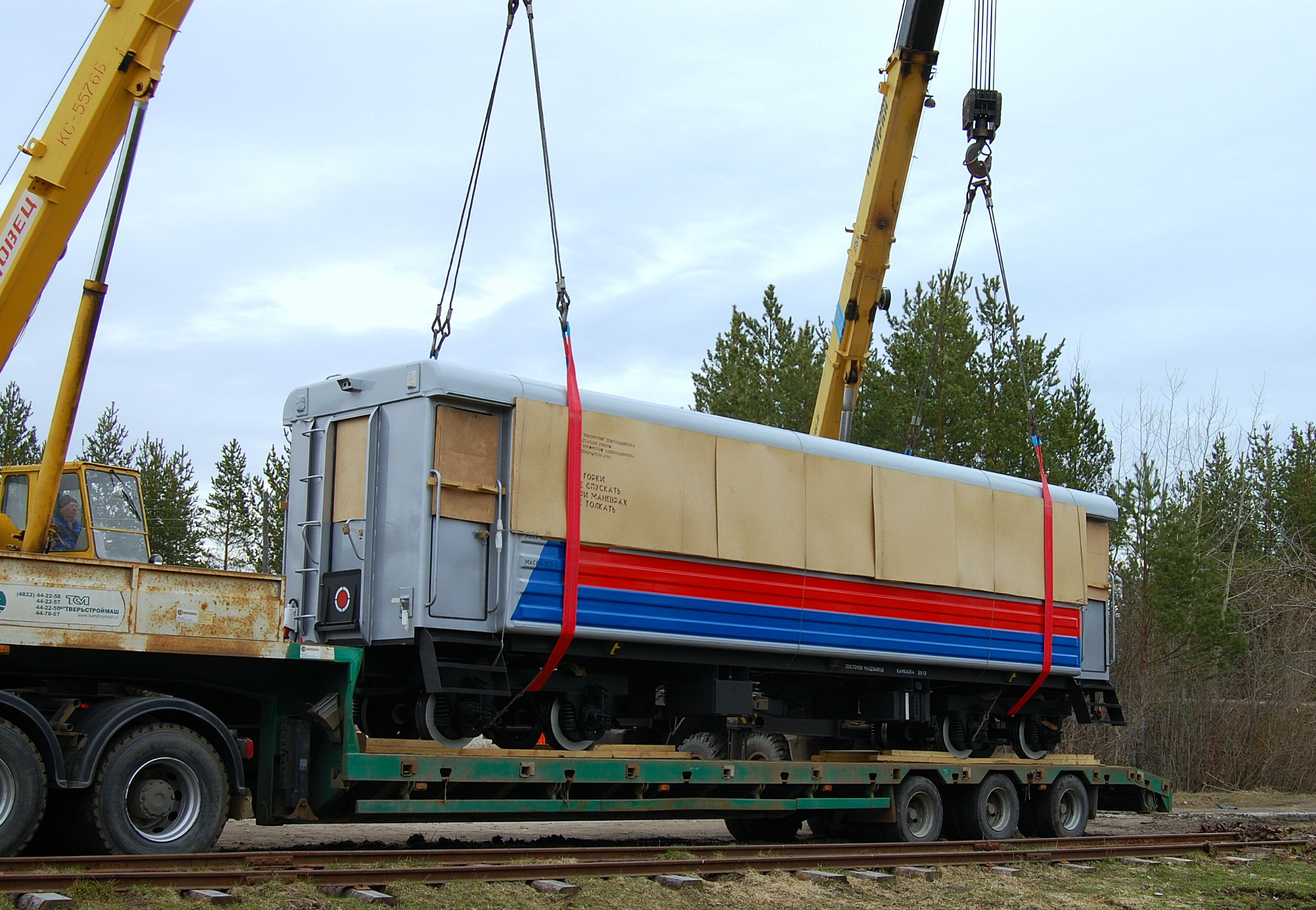
VP750

## Külső hivatkozások
- A Kambarkai Gépgyár honlapja (oroszul)
- TU8Р Vietnamban (angolul)
- TU7E dízelmozdonyok ZSSK-ban (Szlovákia)
- TU7E dízelmozdonyok Vietnamban (angolul)
- TU7E dízelmozdonyok Kubában (angolul)